# メナシクル
メナシクル（メナスンクル、メナシウンクル、アイヌ語: menas-un-kur）とは、静内以東の太平洋沿岸地域などに居住するアイヌ民族集団の名称。
「シャクシャインの戦い」でシャクシャインが率いていた集団が「メナシクル」とされるが、その指す示す範囲については諸説ある。

## 定義

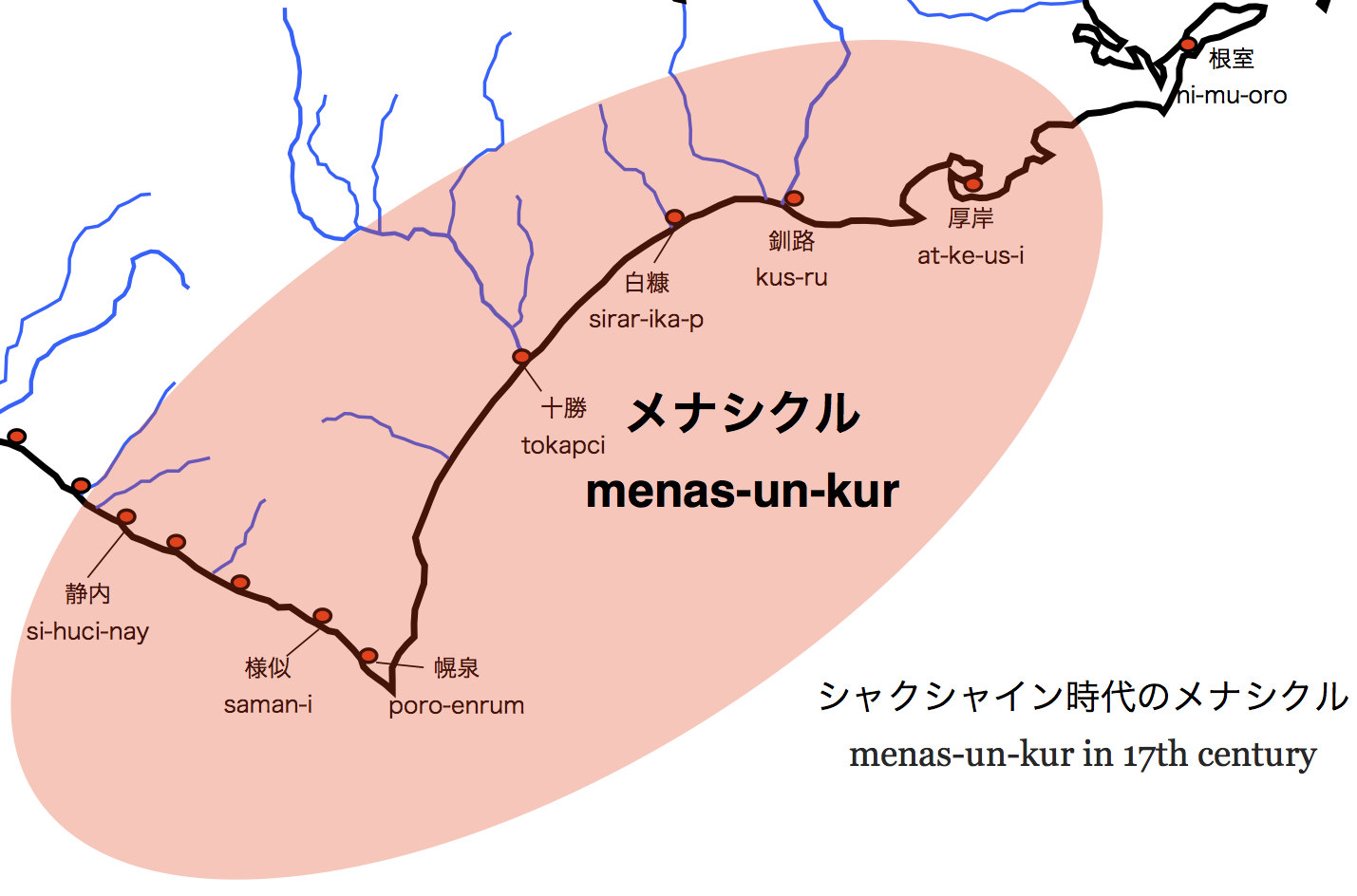
シャクシャイン時代のメナシクルの居住域

「メナシ」の原義は「[東または南から吹く]強風」や「時化を呼ぶ風」などで、太平洋沿岸地域のアイヌが河川を境として「東風の吹いてくる方角」を「メナシ」、その対岸を「スム」と呼んだことから転じて、「メナシ」は「東」を意味するようになった。
「イシカリ（石狩）」や「ソウヤ（宗谷）」といった地名と違い、河より東をメナシ、西をスムと呼ぶのは道東で広く見られることで、「メナシ」は本来的には広範囲（道東一帯）を指す地名ではなかった。アイヌが「メナシ」という地域名を用いるようになったのは、和人による地域区分を逆輸入したためではないかとする説もある。
「メナシクル」の範囲について、『津軽一統志』は以下のように記す。
この記述から、シャクシャインの時代には日高の静内から釧路・厚岸に至るまでの広大な一帯が「メナシクル」の範囲であったと考えられている。この「メナシクル」が一人の惣乙名（シャクシャイン）によって治められる政治的集合体であったとする説もあるが、近年ではシャクシャインの勢力はより限定されたものであったとする説もあり、大井晴男は実際のシャクシャインの勢力圏は静内川・捫別川流域一帯に限られていたと想定する。
また、シャクシャインの戦いから約百年後、蝦夷通辞の上原熊次郎もメナシクルの分布について記述している。
この記述によると、シャクシャイン時代のメナシクルは日高南部に居住する集団と十勝-根室一帯に居住する集団に分かれており、前者を「メナシウンクル」、後者を「シメナシュンクル」と呼んでいたという。ここでいう「シメナシュンクル」の領域は和人がいうところの「道東」とほぼ一致する。
アイヌの墓標を調査した河野広道によると、当時静内以東の日高南部から釧路・網走にかけての一帯にメナシクル型の墓標が分布していた。男性の墓標はほとんどがY字型の股木であるが、女性の墓標は地域によって二分される。十勝では上の方にくびれのある太い木となっており旭川のものに近い形状であるのに対し、日高や釧路・網走では丁字型の木であり、内浦湾沿岸や石狩湾周辺のものに近い形状である。
また、考古学的には「メナシクル」の領域にのみ「砦」としての性格を持つチャシが発見されている。これはメナシクルが日高山脈以西より遅れてアイヌ文化を受容した集団を母体としており、後に「アイヌ化」する過程で交易を巡って抗争が起こったためとする説がある。

## 歴史

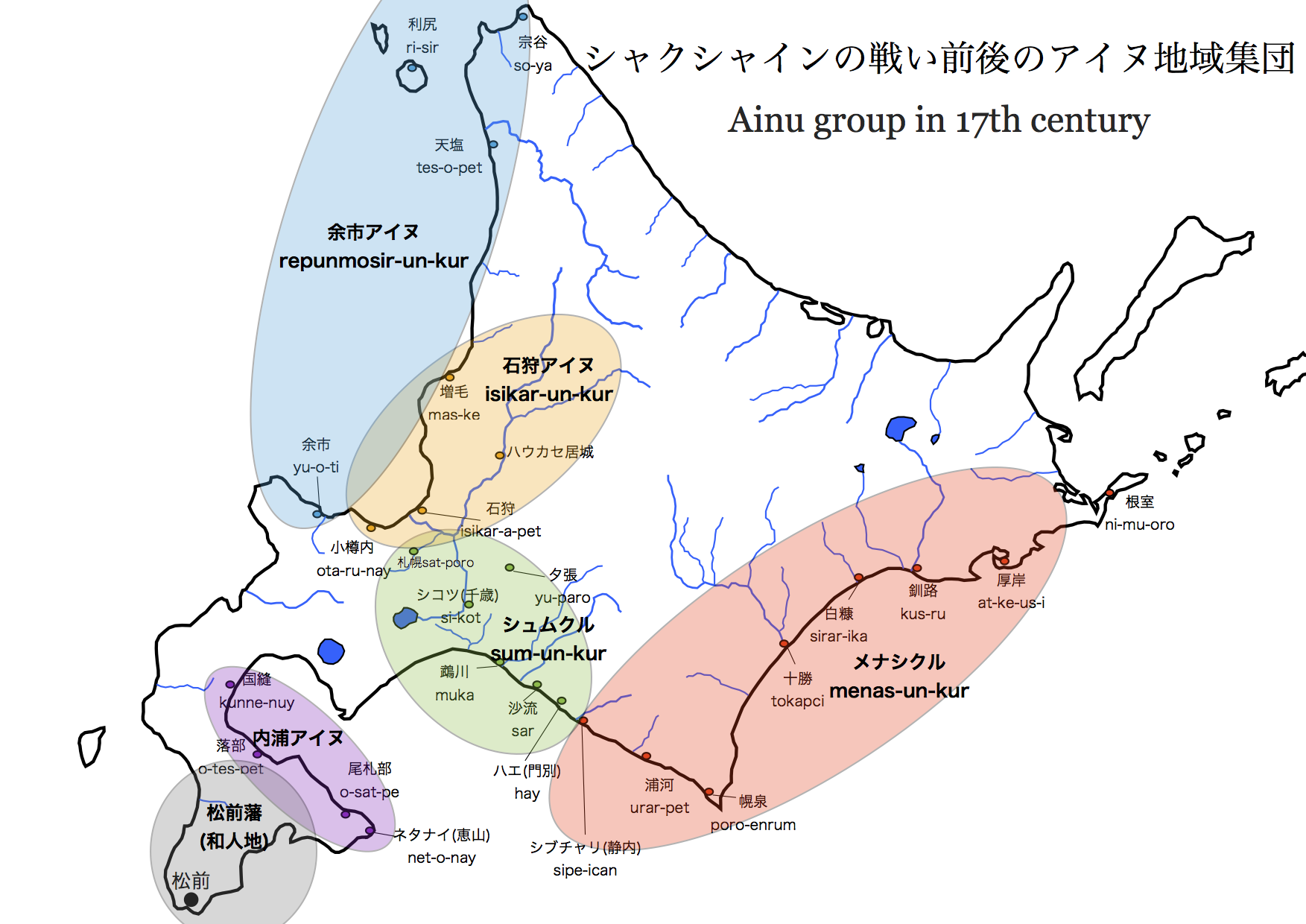
シャクシャイン時代の北海道

史料上に始めて「メナシ」という単語が登場するのは17世紀初頭のことで、1618年のアンジェリスの報告には以下のようにある。
また、『新羅之記録』には1615年に「東隅」のニシケラアイヌが松前にやってきたことが記録されているが、この「東隅」は「メナシ」を意訳したものではないかと見られている。盛岡藩の『雑書』には、1644年にメナシ（原文では「目無」ないしは「妻無」と表記）のアイヌが交易のため田名部に来たことが記録されている。寛文2年（1662年）に刊行された『新改日本国大絵図』（扶桑国之図）では、「ゑぞのちしま」の地名として「めなしふろ」（原文ママ）が記載されており、メナシクルのこととされる。1654年頃の刊行とされる『日本国之図』にも、同様に「めなしふろ」の記載が見える。
16世紀半ばからは西隣のハエクル（シュムクル）との勢力争いが激化し、1653年にはメナシクルの惣乙名カモクタインがハエクルの惣乙名オニビシに討たれるという事件が起こった。両者の争いは一時松前藩の仲介によって収められたものの後に再燃し、やがてオニビシがカモクタインの後を継いだシャクシャインに討たれるに至った。続いてシャクシャインは松前藩打倒のため松前まで進軍したが（シャクシャインの戦い）敗れ、シャクシャインは謀殺された。
シャクシャインの戦い以後松前藩によるメナシクルの統制はより一層進み、それまで松前藩の力が及んでいなかった根室以東の地域も影響下に入った。1789年にはこのような北海道東端・国後島に居住するメナシクルがクナシリ・メナシの戦いを起こしたが、これも松前藩によって鎮圧された。
松前矩広による『正徳五年松前志摩守差出候書付』（1715年）では、アイヌの集団の一つとしてメナシクルをあげ、アイヌ語で「東衆」の意であるとしている。